# Giovanni Maria delle Piane
Pour les articles homonymes, voir Delle Piane.
Giovanni Maria delle Piane dit il Mulinaretto (Gênes, 1660 - 1745) est un peintre italien baroque de l'école génoise actif à la fin du XVIIe et dans la première moitié du  XVIIIe siècle. Il appartient à la noble famille Delle Piane.

## Biographie
Giovanni Maria delle Piane a été un aristocrate élève de Giovanni Battista Merano.

## Œuvres
- Portrait du  « Magnifico » Clemente Doria, huile sur toile, 149 × 118 cm
- Portrait de François  Farnèse,
- Portrait de Charles VII de Naples,
- Portrait d'Élisabeth  Farnèse,
- Portrait du Cardinal Giulio Alberoni,
- Portrait du roi Philippe V d'Espagne en habit de guerre,
- Flora,
- Allégorie de l'Automne, huile sur toile, 186,5 x 172,7 cm, collection privée[1]